# Havbundens Mænd
Havbundens Mænd er en amerikansk stumfilm fra 1920 af Irvin Willat.

## Medvirkende
- Hobart Bosworth som Martin Flint
- Grace Darmond som Edna Gordon
- Lloyd Hughes som Paul Flint
- George Webb som James Arnold
- Gladys George som Alice